# Musée Tushanwan
Le musée Tushanwan (en shanghaïen: Tousèwè, autrefois romanisé en T'ou-Sè-Wè) est un musée ouvert le 12 juin 2010 à Shanghai dans les bâtiments de l'ancien orphelinat et école professionnelle dirigée par des Jésuites de Shanghai de 1864 à 1949. Située dans le quartier de Xujiahui (connu autrefois sous le nom de Zi-ka-wei) du district de Xuhui, l'école était renommée pour avoir formé un grand nombre d'artistes. 

## Historique
Tushanwan signifie en mandarin « courbe où la terre forme une colline ». C'est en effet près d'un ruisseau comblé par de la terre (d'où son nom) que les jésuites français font construire un orphelinat pour garçons sur la colline en 1864, non loin de leur église (aujourd'hui cathédrale de Shanghai) et du collège Saint-Ignace (ouvert en 1847 et construit à cet emplacement en 1850 par le P. Claude Gotteland) qui forment la mission catholique de Zi-ka-wei à la limite de la concession française de Shanghai. Les jeunes garçons sont logés, suivent les classes et sont aussi formés aux métiers de charpentier, menuisier, sculpteur sur bois, peintres, etc. Il fallait recruter pour le mobilier et la construction de nouvelles églises, et leur offrir un moyen de gagner leur vie. 
Les pères ont aussi une imprimerie, la fameuse imprimerie de l'orphelinat de T'ou-Sè-Wè de la Mission catholique de Chang-Haï qui édite en français et en chinois de nombreuses publications d'histoire, de géographie, de théologie, de dévotion, de sciences naturelles et d'astronomie (les pères ont un observatoire), ainsi que la collection des Variétés sinologiques connue de tous les sinologues.
Les jésuites sont chassés en 1949 par les révolutionnaires communistes, mais l'orphelinat ne ferme ses portes qu'en 1960. Il a ainsi éduqué des générations d'artistes chinois, ce qui explique en partie la place que la peinture ou la sculpture occupent à Shanghai aujourd'hui. Il y avait 342 garçons à l'orphelinat en 1886, dont 133 étaient occupés aux ateliers. 
Les œuvres produites à l'orphelinat étaient présentées à des expositions en Chine et en Europe et vendues au profit de l'orphelinat. Certaines furent aussi exposées aux expositions universelles de 1900, 1915, 1935 et de 1939. et obtinrent des prix ou des médailles.
Les statues de madones, les répliques de pagodes, les portails chinois, etc. et nombre d'objets artisanaux sont aujourd'hui présentés au nouveau musée. L'initiative de l'atelier d'art appartient au frère Juan Ferrer, sj. Une autre figure marquante est le frère Xavier Coupé, qui dirige l'atelier de peinture pendant plus de trente ans de 1912 à 1936, tandis que l'atelier de sculpture est fondé par un architecte jésuite, le frère Léo Mariot. Peu à peu des enseignants chinois sont formés aux ateliers qui produisent aussi bien des œuvres d'ébénisterie, que des gravures, des vitraux au fil des années, en plus des spécialités sus-mentionnées, et le quartier se peuple aussi de familles d'artisans qui transmettent les métiers d'art aux générations suivantes.
Le fameux Tchang (Zhang Chongren) qui inspira  Hergé, le créateur de Tintin, était issu des ateliers de T'ou-Sè-Wè. Il termina sa carrière comme directeur de l'Académie des Beaux Arts de Shanghai.
Mais cette école est également à l'origine de la fabrication de la partie Chinoise (en bois) du pavillon chinois à Bruxelles acheté par Léopold II après l'Exposition de Paris (c'est aussi lors de cette exposition qu'il acheta la Tour japonaise) et peu de Belges savent que ce pavillon vient de cet orphelinat où a débuté le jeune Tchang...
Actuellement cette école est malheureusement fermée.
À la suite de la découverte d'un portique (Pailou) exposé à l'exposition de San Francisco de 1915, puis à celle de Chicago en 1933 et qui fut retrouvé miraculeusement dans des caisses, celui-ci fut restauré et remonté depuis peu et il est à l'origine de la création de ce superbe Musée.
On y trouve aussi les documents, maquette et plans du pavillon (en français) ainsi que les photos de la réalisation des colonnes sculptées et surtout les échanges de courriers en français avec le roi Léopold II pour la création de ce pavillon Chinois de Laeken et aussi la photo de Tchang de ses œuvres et sa bibliographie... ainsi que de son oncle.

## Ouverture
Le musée est ouvert tous les jours, sauf le lundi.